# Дзекановский, Дариуш
Дариуш Павел Дзекановский (пол. Dariusz Paweł Dziekanowski; род. 30 сентября 1962, Варшава) — польский футболист, нападающий. Выступал за сборную Польши. В Англии и Шотландии он был известен как Джеки Дзекановски. Является действующим председателем общества почётных игроков сборной Польши по футболу.

## Карьера
Дариуш начал свою профессиональную карьеру в «Полония (Варшава)», выступая с 1973 по 1979 года, он выступал в очень молодом составе команды, но скоро перешёл в Гвардию из Варшавы. С 1983 по 1985 года выступал за «Видзев». Выступая за варшавскую Легию, был включен в список сборной Польши на чемпионате мира 1986 в Мексике. Он также имел успешную юниорскую карьеру в стрельбе из лука, в 1988 году. В 1989 году Дариуш решил перейти в шотландский «Селтик» и стал любимцем болельщиков. В 1992 году перешёл в английский «Бристоль Сити». После Дзекановский выступал за швейцарский «Ивердон», немецкие «Алемания» (Ахен) и «Кёльн» и завершил свою карьеру в сезоне 1996/1997 в польской Полонии. После ухода на пенсию он работал в польском телевидении в качестве футбольного комментатора. С июля 2006 года по май 2008 года был ассистентом главного тренера сборной Польши, Лео Бенхаккер.

## Достижения

### «Видзев»
- Обладатель Кубка Польши: 1985

### «Легия»
- Чемпион Польши:  1993/1994
- Обладатель Кубка Польши: 1989, 1994

### Индивидуальные
- Лучший бомбардир чемпионата Польши: 1987/88 (20 голов)